# پرستاری کل‌گرا
پرستاری کل‌گرا (به انگلیسی: Holistic nursing)  یک تخصص در پرستاری است که به هماهنگ‌سازی ذهن، بدن و روح با محیط می‌پردازد. این تخصص پایه‌های نظری در برخی نظریه‌های پرستاری دارد، مهمترین آن‌ها علم انسان واحد بر طبق نوشته‌ها مارتا ای راجرز در کتاب مقدمه‌ای بر پایه‌های نظری پرستاری است.